# Ляпунов, Михаил Васильевич
Михаи́л Васи́льевич Ляпуно́в (30 сентября [12 октября] 1820, Плетниха, Нижегородская губерния, Российская империя — 20 ноября [2 декабря] 1868, Болобоново, Нижегородская губерния, Российская империя) — русский астроном, преподаватель астрономии Казанского университета, директор Демидовского лицея в Ярославле.

## Биография
Происходил из дворян, сын Василия Александровича Ляпунова, бухгалтера Императорского Казанского университета (при ректоре Н. И. Лобачевском), «коллежского советника и кавалера». Сестра М. В. Ляпунова была матерью химика А. М. Зайцева.
Начальное образование получил в 1-й Казанской гимназии. Высшее на математическом факультете Казанского университета, который окончил в 1839 году со званием кандидата и с серебряной медалью. Сразу по окончании учёбы в 1839 году был командирован в Санкт-Петербург для приёма астрономических инструментов, изготовленных в Мюнхене для Казанской обсерватории.
По возвращении в Казань Ляпунов состоял преподавателем математики в младших классах 2-й Казанской гимназии (с 22 января по 5 октября 1840), а в 1840 году был назначен на только что учреждённую при обсерватории Казанского университета должность астронома-наблюдателя. В этой должности принял участие, вместе с Н. И. Лобачевским и К. Х. Кнорром, в снаряжении экспедиции для наблюдения полного солнечного затмения 26 июня 1842 года в Пензе. В этом же году, когда пожар повредил многие инструменты, в том числе новый экваториал, Ляпунову было поручено отправить их для починки в Пулковскую обсерваторию, где он оставался до 1845 года, то есть до исправления инструментов.
За время пребывания в Пулкове Ляпунов занимался астрономией под руководством лучших учёных того времени и был приглашён участвовать в хронометрических экспедициях для определения разности долгот между Пулковым и Альтоной и для определения географических пунктов России.
По возвращении в Казань Ляпунов продолжал свои занятия по астрономии, в частности наблюдал на меридианном (венском) круге и на рефракторе.
В 1847 году Ляпунов снова был командирован в Пулково для принятия и доставления в Казань меридианного круга Репсольда.
С 1847 и по 1851 года Ляпунов занимался наблюдениями над определением мест звёзд туманности Ориона; эта работа ставится ему в особую заслугу, так как наблюдения эти производятся только зимой, при низких температурах.
В 1850 году Ляпунов был назначен заведующим обсерваторией Казанского университета и руководителем студентов в практических занятиях астрономией. С 1852 года и по 1854 год он наблюдал звёзды зоны от +20° до +24°, относя положения звёзд к более ярким, определяемым в Пулковской обсерватории. Работа эта осталась неизданной. Недоразумения, возникшие между профессором астрономии М. А. Ковальским и Ляпуновым привели к отставке последнего в 1855 году, когда он был избран членом-корреспондентом университета.
Дальнейшая деятельность Ляпунова чисто педагогическая. С 1856 года по 1864 год он занимал место директора Демидовского лицея в Ярославле и училищ Ярославской губернии. Выйдя, вследствие расстроенного здоровья, в отставку, Ляпунов поселился в своём имении в Нижегородской губернии, где и скончался от сердечного приступа.
Старший сын М. В. Ляпунова Александр — крупнейший российский математик, академик Петербургской академии наук, средний, Сергей — известный русский композитор, младший, Борис — видный советский лингвист, академик АН СССР. Судя по тому, насколько разным оказался выбор жизненного пути его сыновьями и каких успехов они добились на этом пути, сам Михаил Ляпунов обладал широчайшим кругом интересов и высочайшим уровнем общей культуры.